# Óscar Tunjo

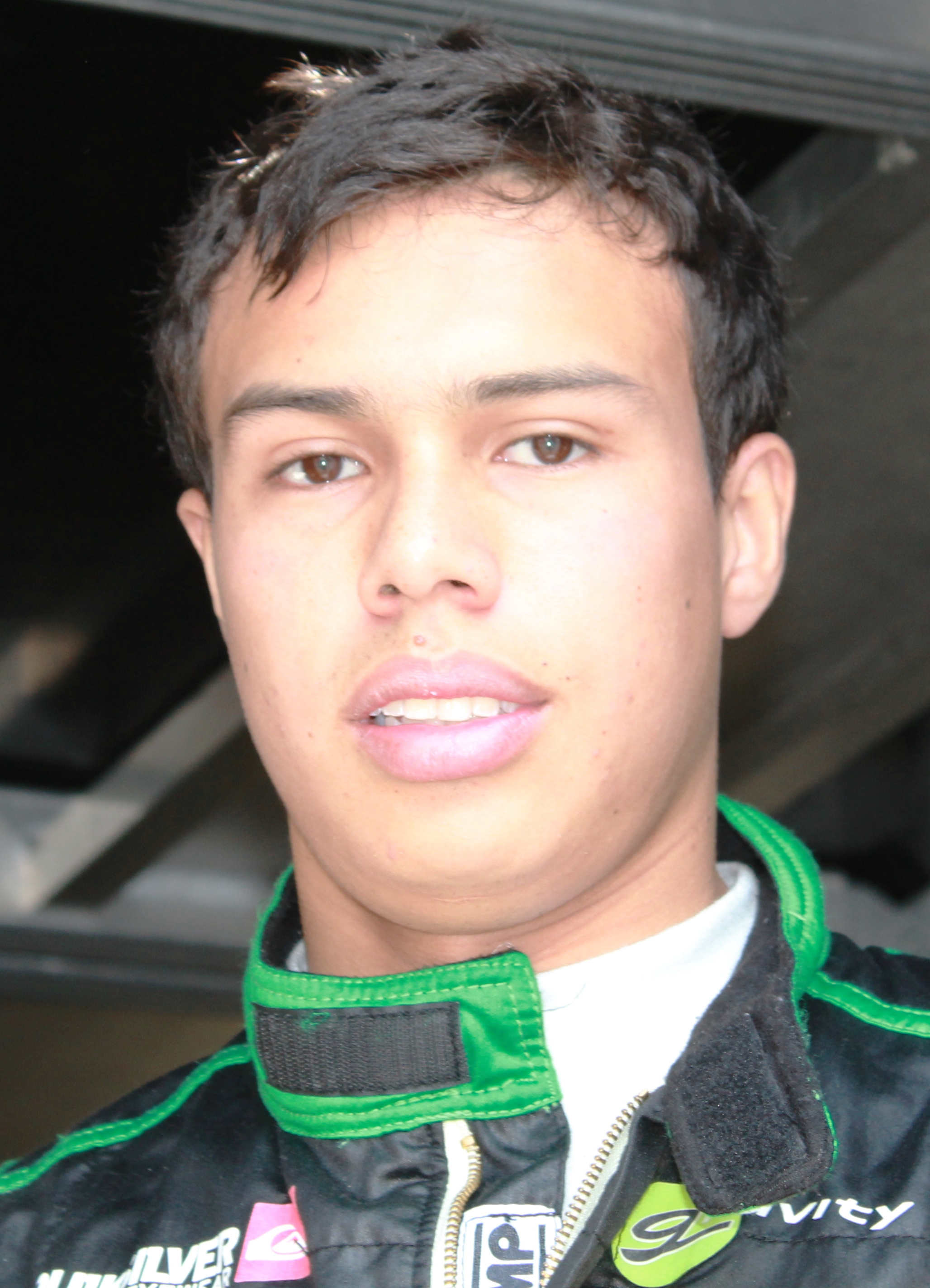
Óscar Tunjo (2012)

Óscar Andrés Tunjo (* 5. Januar 1996 in Cali) ist ein kolumbianischer Automobilrennfahrer. Er startete 2015 und 2016 in der GP3-Serie.

## Karriere
Tunjo begann seine Motorsportkarriere 2001 im Alter von fünf Jahren im Kartsport, in dem er bis 2009 aktiv war. Er gewann mehrere Meistertitel in verschiedenen Kartserien. 2010 wechselte er in den Formelsport und trat für Meritus in der pazifischen Formel BMW an. Er gewann ein Rennen und wurde Vizemeister. Mit 141 zu 217 Punkten unterlag er dem Meister Richard Bradley.
2011 startete Tunjo in europäischen Formelserien für Josef Kaufmann Racing. Im Formel Renault 2.0 Eurocup erreichte er mit einem zweiten Platz als bestem Resultat den zehnten Gesamtrang, während sein Teamkollege Robin Frijns den Titel gewann. In der nordeuropäischen Formel Renault bestritt Tunjo drei von acht Veranstaltungen und schloss die Meisterschaft auf dem 23. Rang ab. Auch hier erreicht er mit einem dritten Platz eine Podest-Platzierung. 2012 wechselte Tunjo zu Tech 1 Racing und wurde ins Förderprogramm des Formel-1-Rennstalls Lotus aufgenommen. Er verbesserte sich im Formel Renault 2.0 Eurocup auf den siebten Platz. Zudem gelang Tunjo sein erster Sieg. Darüber hinaus bestritt er fünf von sieben Veranstaltungen in der alpinen Formel Renault. Dabei gewann er zwei Rennen und beendete die Saison auf dem vierten Platz. In beiden Serien lag er eine Position hinter seinem Teamkollegen Paul-Loup Chatin. 2013 kehrte Tunjo zu Josef Kaufmann Racing, dem Meisterteam der letzten zwei Jahre, zurück. Im Formel Renault 2.0 Eurocup erreichte er nur zweimal nicht die Top 10 und stand zweimal auf dem Podium. Er wurde als bester Fahrer seines Rennstalls Sechster in der Gesamtwertung. In der nordeuropäischen Formel Renault nahm er an drei von sieben Veranstaltungen teil. Bei jedem Rennwochenende stand Tunjo einmal auf dem Podium und es gelang ihm ein Saisonsieg. Er belegte den 13. Platz in der Fahrerwertung.

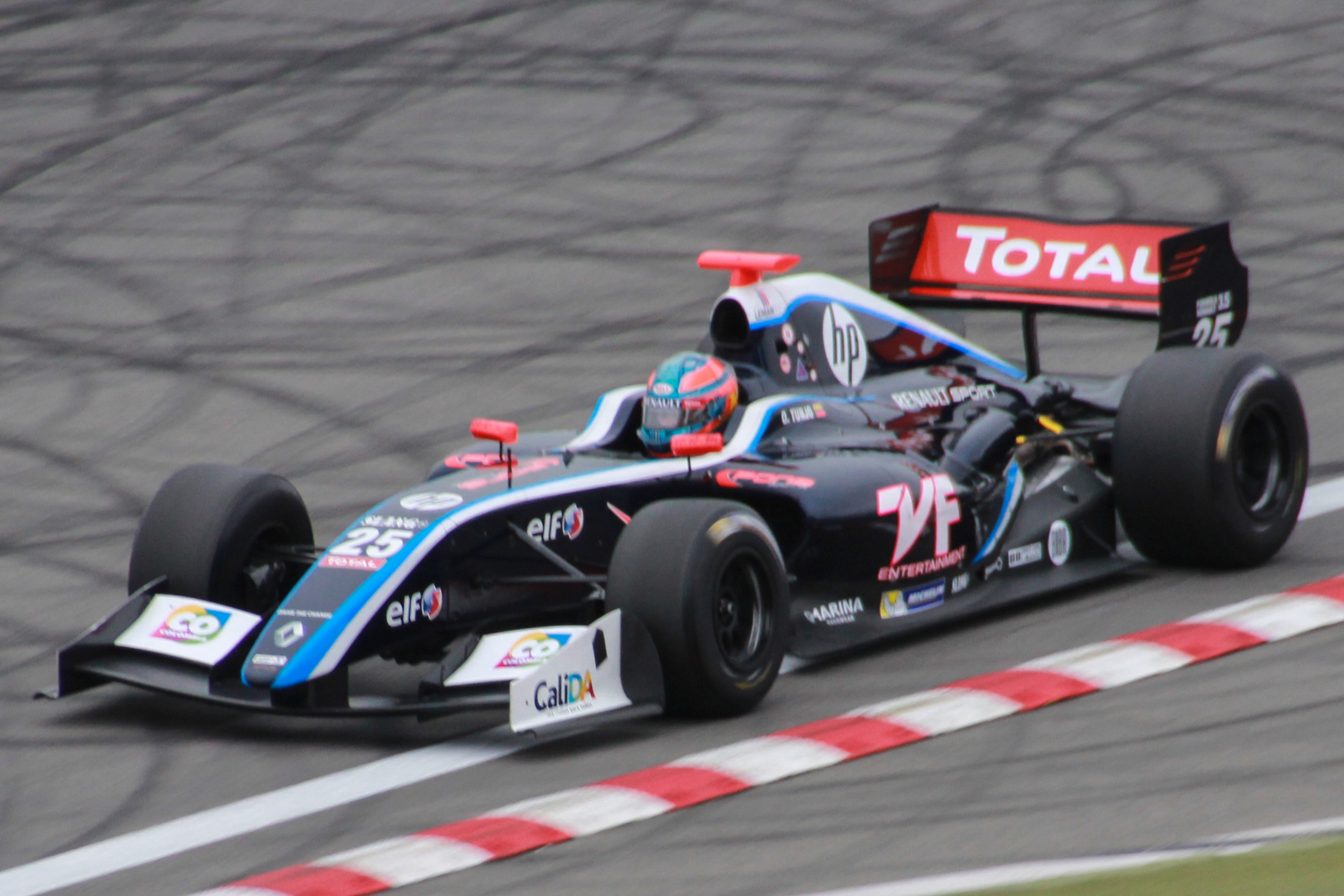
Óscar Tunjo während des ersten Rennens der Formel Renault 3.5 auf dem Nürburgring 2014

2014 wurde Tunjo von Signature für die europäische Formel-3-Meisterschaft unter Vertrag genommen. Er war der erste Fahrer, der für die Rückkehr Renaults als Motorenhersteller verpflichtet wurde. Allerdings verließ Tunjo das Team bereits während der Testfahrten vor der Saison, da der Motor nicht konkurrenzfähig war. Signature zog sich ebenfalls noch vor Beginn aus der Serie zurück. Tunjo stieg schließlich zum vierten Rennwochenende der Saison in die Formel Renault 3.5 ein. Er startete für Pons Racing, bei denen er einen Vertrag bis Ende 2015 erhielt. Tunjo beendete die Saison auf dem 22. Gesamtrang und unterlag damit intern seinem Teamkollegen Meindert van Buuren jr., der 19. wurde. Anfang 2015 wurde bekannt, dass Tunjo und Pons ihren Vertrag aufgelöst hatten. Das Team begründete den Schritt mit Budgetproblemen Tunjos. Stattdessen ging Tunjo 2015 für Trident Racing in der GP3-Serie an den Start. Beim zweiten Sprintrennen in Spielberg gelang ihm der erste Sieg. Nach dem dritten Rennwochenende verlor er sein Cockpit. In der GP3-Serie 2016 ging Tunjo wegen Budgetproblemen erneut nur bei drei Veranstaltungen am Start. Für Jenzer Motorsport war ein zweiter Platz sein bestes Ergebnis.

## Statistik

### Karrierestationen
| - 2001–2009: Kartsport - 2010: Pazifische Formel BMW (Platz 2) - 2011: Formel Renault 2.0 Eurocup (Platz 10) - 2011: Nordeuropäische Formel Renault (Platz 23) | - 2012: Formel Renault 2.0 Eurocup (Platz 7) - 2012: Alpine Formel Renault (Platz 4) - 2013: Formel Renault 2.0 Eurocup (Platz 6) - 2013: Nordeuropäische Formel Renault (Platz 13) | - 2014: Formel Renault 3.5 (Platz 22) - 2015: GP3-Serie (Platz 15) - 2016: GP3-Serie (Platz 16) |

### Einzelergebnisse in der Formel Renault 3.5
| Jahr | Team        | 1   | 2   | 3   | 4   | 5   | 6   | 7   | 8   | 9   | 10  | 11  | 12  | 13  | 14  | 15  | 16  | 17  | Punkte | Rang |
| ---- | ----------- | --- | --- | --- | --- | --- | --- | --- | --- | --- | --- | --- | --- | --- | --- | --- | --- | --- | ------ | ---- |
| 2014 | Pons Racing | MNZ | MNZ | ALC | ALC | MON | SPA | SPA | MOS | MOS | NÜR | NÜR | HUN | HUN | LEC | LEC | JRZ | JRZ | 11     | 22.  |
| 2014 | Pons Racing |     |     |     |     |     | DNF | 15  | 10  | 17  | 8   | DNF | 12  | DNF | 18  | 15  | DNF | 7   | 11     | 22.  |

### Einzelergebnisse in der GP3-Serie
| Jahr | Team              | 1   | 2   | 3   | 4   | 5   | 6   | 7   | 8   | 9   | 10  | 11  | 12  | 13  | 14  | 15  | 16  | 17  | 18  | Punkte | Rang |
| ---- | ----------------- | --- | --- | --- | --- | --- | --- | --- | --- | --- | --- | --- | --- | --- | --- | --- | --- | --- | --- | ------ | ---- |
| 2015 | Trident Racing    | ESP | ESP | AUT | AUT | GBR | GBR | HUN | HUN | BEL | BEL | ITA | ITA | RUS | RUS | BRN | BRN | UAE | UAE | 17     | 15.  |
| 2015 | Trident Racing    | 16  | 11  | 9   | 1   | 11  | 10  |     |     |     |     |     |     |     |     |     |     |     |     | 17     | 15.  |
| 2016 | Jenzer Motorsport | ESP | ESP | AUT | AUT | GBR | GBR | HUN | HUN | GER | GER | BEL | BEL | ITA | ITA | MAS | MAS | UAE | UAE | 18     | 16.  |
| 2016 | Jenzer Motorsport | 8   | 2   | 14  | 13  |     |     |     |     |     |     | 15  | DNS |     |     |     |     |     |     | 18     | 16.  |